# Système bancaire tunisien

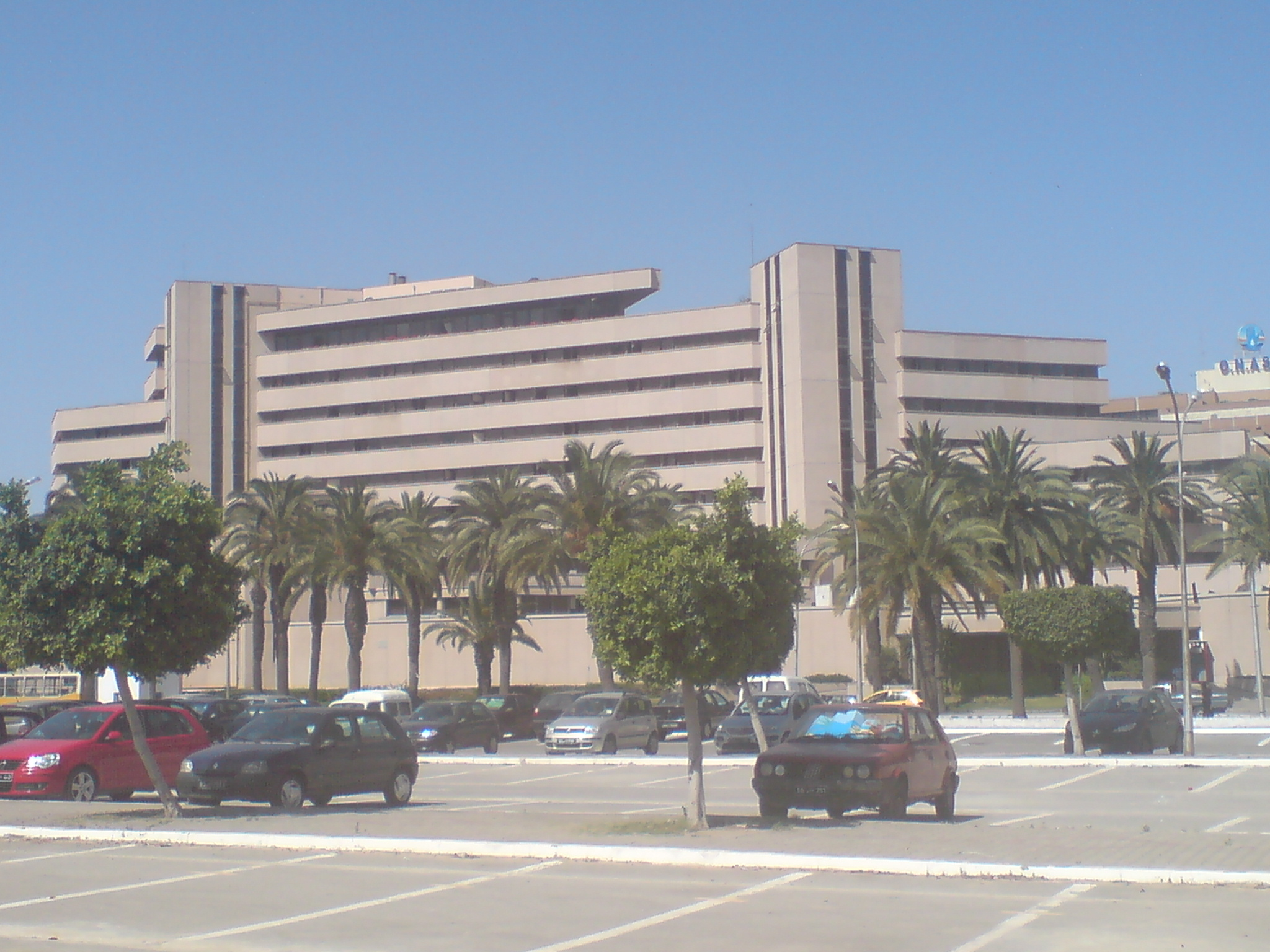
Siège de la Banque centrale de Tunisie.

Le système bancaire tunisien se compose en 2023 de 22 banques résidentes, sept banques non résidentes et deux banques d'affaires. Les banques résidentes se répartissent en 17 banques universelles, offrant une gamme complète de services bancaires, deux établissements spécialisés dans le financement des micro-projets et des petites et moyennes entreprises, et trois banques islamiques. Le secteur a toujours été caractérisé comme étant petit et fortement concentré.

## Histoire
La Tunisie est parmi les premiers pays à introduire des réformes financières au Moyen-Orient et en Afrique du Nord (région MENA). Le secteur financier de la Tunisie était étroitement contrôlé jusqu'au milieu des années 1980. Depuis, il a connu trois décennies de réformes progressives mais insuffisantes. Les banques commerciales et appartenant à l'État dominent le système bancaire et gèrent plus de la moitié des parts du marché, ce qui implique un contrôle de ce secteur par l'État, un fait négatif pour la croissance économique. Les banques publiques possèdent des participations dans des sociétés publiques ou semi-publiques auxquelles elles accordent des prêts, ce qui ne garantit pas l'affectation efficace de l'épargne aux investissements les plus productifs,.
Les banques tunisiennes ont un taux relativement élevé de crédits non-performants (CNP) par rapport au total des crédits. Le taux moyen de CNP par rapport au total des crédits pour 2005-2008 est de 18,3 %, légèrement en dessous de celui de l'Égypte (19,7 %), mais de loin plus élevé que celui de la Jordanie (4,8 %), du Liban (11,9 %) et du Maroc (10,1 %).

## Réseau bancaire et inclusion financière
En 2023, le réseau bancaire tunisien comprend 2 041 agences, contre 2 023 en 2022, soit une agence pour environ 5 800 habitants. Le parc des distributeurs automatiques de billets totalise environ 3 207 unités à fin 2023. Le nombre total de comptes bancaires dépasse les 10,5 millions, avec plus de sept millions de cartes en circulation.
Le taux de bancarisation, la proportion d'adultes de plus de quinze ans disposant d'un compte formel, est estimé à 37 % en 2021, selon l'enquête Global Findex de la Banque mondiale. Toutefois, une estimation plus englobante incluant les comptes postaux et mobiles situe l'accès global aux services bancaires à environ 63 % en 2022. Ce taux descend à environ 54 % dans les zones rurales et périurbaines.
Dans un contexte marqué par l'accélération de la digitalisation, le paysage financier tunisien évolue avec l'arrivée croissante des services numériques : paiements mobiles, portefeuilles électroniques et applications bancaires. En 2024, la valeur des transactions électroniques atteint 27 891 millions de dinars (environ 8,8 milliards de dollars), enregistrant une hausse de 10,6 % par rapport à 2023. Le nombre total d'opérations est passé de 149 à 163 millions, témoignant d'une adoption croissante des moyens de paiement numériques.

## Réformes et modernisation
Depuis 2015, le secteur bancaire tunisien connaît d'importantes réformes destinées à renforcer sa stabilité, améliorer la gouvernance des établissements financiers et favoriser l'inclusion financière.
La première grande réforme est l'adoption de la loi no 2016-48 relative aux banques et aux établissements financiers, entrée en vigueur en 2016. Cette loi modernise le cadre juridique en exigeant un capital minimum plus élevé (50 millions de dinars), en instaurant la séparation des fonctions de gestion et de contrôle, et en créant un fonds de garantie des dépôts couvrant jusqu'à 60 000 dinars par client.
Dans la continuité, entre 2015 et 2020, la Banque centrale de Tunisie déploie un plan quinquennal de modernisation et de supervision bancaire visant l'alignement sur les normes de Bâle II et Bâle III. Ce programme instaure un nouveau cadre de reporting prudentiel, renforce la gouvernance interne des banques (comités d'audit, de risques et de crédit), et introduit des exigences prudentielles accrues, dont le ratio de liquidité à court terme. Il modernise également le dispositif de lutte contre le blanchiment d'argent et le financement du terrorisme par l'adoption d'une approche basée sur les risques,.
Fin 2024, des mesures réglementaires sont adoptées pour renforcer l'accès aux services bancaires de base. La réglementation impose la gratuité obligatoire de plusieurs services pour les clients à faible revenu (jusqu'à 1 500 dinars par mois), tels que l'ouverture et la clôture de compte, la consultation de solde, la demande de relevés, ainsi que les virements internes dans la même agence,.
En 2025, la Banque centrale de Tunisie émet trois nouvelles circulaires visant à renforcer la résilience du secteur et à encourager une gestion plus prudente des risques. Ces mesures portent notamment sur l'encadrement de la politique de distribution des dividendes afin de préserver les fonds propres, l'augmentation du niveau des provisions collectives pour anticiper d'éventuels chocs économiques et l'obligation pour les banques de mettre en place des plans stratégiques conformes aux meilleures pratiques internationales. L'objectif est d'améliorer la transparence financière, d'accélérer la transformation numérique du secteur et de garantir une meilleure maîtrise des risques à moyen terme.